# ترانه‌شناسی هیچ‌کس
سروش لشکری با نام هنری هیچ‌کس؛ خواننده و ترانه‌سرای سبک رپ فارسی است که تاکنون ۲
آلبوم ، ۷۴ تک‌آهنگ و ۴ نماهنگ رسمی منتشر کرده‌است.

## آلبوم غیررسمی

### میکروفون (۱۳۸۳)
| آهنگ                | خواننده             | آلبوم                    | سال انتشار | آهنگ‌ساز |
| ------------------- | ------------------- | ------------------------ | ---------- | ------- |
| برو بکس با ما باشید | هیچ‌کس (با هومن)     | میکروفون (آلبوم غیررسمی) | ۱۳۸۴       |         |
| بس کن               | هیچ‌کس (با بابک)     | میکروفون (آلبوم غیررسمی) | ۱۳۸۴       |         |
| میکروفون            | هیچ‌کس (با سینا تهم) | میکروفون (آلبوم غیررسمی) | ۱۳۸۴       |         |
| وجدان               | هیچ‌کس (با ۰۲۱)      | میکروفون (آلبوم غیررسمی) | ۱۳۸۴       |         |
| چشمای قرمز          | هیچ‌کس (با ۰۲۱)      | میکروفون (آلبوم غیررسمی) | ۱۳۸۴       |         |
| خاطره               | هیچ‌کس (با هژیر)     | میکروفون (آلبوم غیررسمی) | ۱۳۸۴       |         |

### پدرخوانده (۱۳۸۴)
| آهنگ              | خواننده          | آلبوم                     | سال انتشار | آهنگ‌ساز    |
| ----------------- | ---------------- | ------------------------- | ---------- | ---------- |
| چرا ازم بدت میاد؟ | هیچ‌کس            | پدرخوانده (آلبوم غیررسمی) | ۱۳۸۴       |            |
| با هم             | هیچ‌کس            | پدرخوانده (آلبوم غیررسمی) | ۱۳۸۴       | شاهین پژوم |
| پدرخوانده         | هیچ‌کس            | پدرخوانده (آلبوم غیررسمی) | ۱۳۸۴       |            |
| هیچ‌کس ریویل       | هیچ‌کس (با ریویل) | پدرخوانده (آلبوم غیررسمی) | ۱۳۸۴       |            |
| بکس سروش          | هیچ‌کس            | پدرخوانده (آلبوم غیررسمی) | ۱۳۸۳       |            |

## آلبوم‌ها

### جنگل آسفالت(۱۳۸۵)
| آهنگ               | خواننده                  | آهنگ‌ساز        |
| ------------------ | ------------------------ | -------------- |
| مقدمه              | هیچ‌کس                    | مهدیار آقاجانی |
| دیده و دل          | هیچ‌کس (با بیداد)         | مهدیار آقاجانی |
| اختلاف             | هیچ‌کس                    | مهدیار آقاجانی |
| من وایسادم         | هیچ‌کس                    | مهدیار آقاجانی |
| قانون (مقدمه)      | هیچ‌کس                    | مهدیار آقاجانی |
| قانون              | هیچ‌کس                    | مهدیار آقاجانی |
| وطن‌پرست            | هیچ‌کس (با ریویل)         | مهدیار آقاجانی |
| اون منم            | هیچ‌کس                    | مهدیار آقاجانی |
| همه برپا           | هیچ‌کس                    | مهدیار آقاجانی |
| هر طور شده می‌گم    | هیچ‌کس                    | مهدیار آقاجانی |
| زندان              | هیچ‌کس                    | مهدیار آقاجانی |
| دیده و دل (تدوین۲) | هیچ‌کس (با بیداد و ریویل) | مهدیار آقاجانی |

### مُجاز(۱۳۹۹)
| آهنگ                 | خواننده          | آهنگ‌ساز              |
| -------------------- | ---------------- | -------------------- |
| رسوا                 | هیچ‌کس            | مهدیار آقاجانی       |
| تو کجا بودی؟         | هیچ‌کس            | مهدیار آقاجانی       |
| سخته مسلمون بودن     | هیچ کس           | مهدیار آقاجانی       |
| قاضی منو دوست داشت   | هیچ‌کس            | مهدیار آقاجانی       |
| من کی‌ام؟             | هیچ‌کس (با فدایی) | مهدیار آقاجانی       |
| چرا نمی‌میری؟         | هیچ‌کس            | مهدیار آقاجانی، حکمت |
| از آشنایی‌تون خوشحالم | هیچ‌کس            | مهدیار آقاجانی       |
| خلافکارای اصلی       | هیچ‌کس            | مهدیار آقاجانی، حکمت |
| شبی گرگا             | هیچ‌کس (با قاف)   | مهدیار آقاجانی، حکمت |
| ترورشون کن           | هیچ‌کس            | مهدیار آقاجانی       |
| جدول و رؤیا          | هیچ‌کس            | مهدیار آقاجانی       |
| شیطونه می‌گه          | هیچ‌کس            | مهدیار آقاجانی، حسن  |
| یه مکث               | هیچ‌کس            | مهدیار آقاجانی، حسن  |
| کی می‌گه؟             | هیچ‌کس (با ریویل) | مهدیار آقاجانی       |
| محض مخالفت           | هیچ‌کس            | مهدیار آقاجانی       |
| وَ زیر                | هیچ‌کس            | مهدیار آقاجانی       |

## تک‌آهنگ‌ها
| آهنگ               | خواننده                                            | آلبوم                                  | سال انتشار | آهنگساز                |
| ------------------ | -------------------------------------------------- | -------------------------------------- | ---------- | ---------------------- |
| همینجوری           | هیچ‌کس                                              |                                        | ۱۴۰۳       | هیچ‌کس و چکاو           |
| من چیزی که میخوام  | هیچ‌کس                                              |                                        | ۱۴۰۳       | چکاو                   |
| روی جنازت میرقصم   | هیچ‌کس                                              |                                        | ۱۴۰۳       |                        |
| دیشب یه بسیجی کشتم | هیچ‌کس                                              |                                        | ۱۴۰۳       | نوفه                   |
| یعنی چی نمی‌شه      | هیچ‌کس                                              |                                        | ۱۴۰۳       | هیچ‌کس و چکاو           |
| هر یه روز          | هیچ‌کس (با پوبون)                                   |                                        | ۱۴۰۲       | پوبون                  |
| تیغم روی رگت       | هیچ‌کس                                              |                                        | ۱۴۰۲       | عُرف                    |
| ما ادامه داریم     | هیچ‌کس                                              |                                        | ۱۴۰۲       | هیچ‌کس                  |
| این یکیم واسه      | هیچ‌کس                                              |                                        | ۱۴۰۱       | هیچ‌کس                  |
| بِزَن                | هیچ‌کس                                              |                                        | ۱۴۰۰       | هیچ‌کس                  |
| دستاشو مشت کرده    | هیچ‌کس                                              |                                        | ۱۳۹۸       | مهدیار آقاجانی         |
| گریه داره          | هیچ‌کس                                              |                                        | ۱۳۹۵       | مهدیار آقاجانی         |
| تف                 | هیچ‌کس                                              |                                        | ۱۳۹۴       | مهدیار آقاجانی         |
| فیروز              | هیچ‌کس                                              |                                        | ۱۳۹۳       | مهدیار آقاجانی         |
| بنگ                | هیچ‌کس                                              |                                        | ۱۳۹۲       | مهدیار آقاجانی         |
| موی پریشون         | هیچ‌کس (با رؤیا عرب و داریوش تبهکار)                |                                        | ۱۳۹۲       | مهدیار آقاجانی         |
| چی شنیدی؟          | هیچ‌کس (با فدائی)                                   | عدل (آلبوم کوتاه – اشکان فدایی)        | ۱۳۹۱       | مهدیار آقاجانی         |
| چرا بدی؟           | هیچ‌کس (با سهراب اِم‌جِی و مهراد هیدن)                 | زاخارنامه (آلبوم گروه زدبازی)          | ۱۳۹۱       | علیرضا جی‌جی            |
| جوون و خام         | هیچ‌کس (با قاف، کول‌جی‌رپ و ریویل)                    |                                        | ۱۳۹۱       | مهدیار آقاجانی         |
| عاشقم              | هیچ‌کس                                              | اما۲ (آلبوم گروهی)                     | ۱۳۹۱       | مهدیار آقاجانی         |
| من اگه تو نباشی    | هیچ‌کس                                              |                                        | ۱۳۹۱       | مهدیار آقاجانی         |
| اون مثل داداشم بود | هیچ‌کس                                              |                                        | ۱۳۹۰       | مهدیار آقاجانی         |
| تیریپ ما ۲         | هیچ‌کس (با ریویل)                                   |                                        | ۱۳۹۰       | مهدیار آقاجانی         |
| بجنگ مثلِ…          | هیچ‌کس                                              |                                        | ۱۳۹۰       | مهدیار آقاجانی         |
| انجام وظیفه        | هیچ‌کس                                              | انجام وظیفه (آلبوم کوتاه – گروه ملتفت) | ۱۳۸۹       | مهدیار آقاجانی         |
| ما از اوناشیم      | هیچ‌کس                                              | انجام وظیفه (آلبوم کوتاه – گروه ملتفت) | ۱۳۸۹       | مهدیار آقاجانی         |
| نفرت               | هیچ‌کس                                              |                                        | ۱۳۸۹       | امیر اِی‌پلاس            |
| یه روز خوب میاد    | هیچ‌کس                                              |                                        | ۱۳۸۸       | مهدیار آقاجانی         |
| زنده‌باد فلسطین     | هیچ‌کس (با ریویل و لوکی)                            |                                        | ۱۳۸۸       | Nutty P                |
| واقعی‌تر از مستند   | هیچ‌کس                                              |                                        | ۱۳۸۸       | مهدیار آقاجانی         |
| الو صامت           | هیچ‌کس (با همدرد)                                   |                                        | ۱۳۸۷       | مهدیار آقاجانی         |
| پس لاشخور نباش     | هیچ‌کس (با رضا پیشرو، اوج و ساتراپ)                 |                                        | ۱۳۸۷       | رضا پیشرو              |
| جیب بابا           | هیچ‌کس (با رضا پیشرو)                               |                                        | ۱۳۸۷       | رضا پیشرو ، حمید پناهی |
| یه مشت سرباز       | هیچ‌کس                                              |                                        | ۱۳۸۷       | مهدیار آقاجانی         |
| پابرجا             | هیچ‌کس (با بیداد)                                   |                                        | ۱۳۸۷       | مهدیار آقاجانی         |
| آهن‌پرست            | هیچ‌کس (با قاف و اشراق و پلاس)                      |                                        | ۱۳۸۷       | مهدیار آقاجانی         |
| بازم کلان          | هیچ‌کس (با رضا پیشرو)                               |                                        | ۱۳۸۶       | مهدیار آقاجانی         |
| رفاقت تعطیله       | هیچ‌کس (با قاف و امیرPst)                           |                                        | ۱۳۸۶       | مهدیار آقاجانی         |
| پژواک              | هیچ‌کس (با قاف و پژواک)                             |                                        | ۱۳۸۶       | مهدیار آقاجانی         |
| هزاری              | هیچ‌کس (با قاف و نماینده و اشراق)                   |                                        | ۱۳۸۶       | مهدیار آقاجانی         |
| مایه بده           | هیچ‌کس (با ۷خط و مخمصه)                             |                                        | ۱۳۸۶       | مهدیار آقاجانی         |
| دیوونه             | هیچ‌کس (با رضا پیشرو)                               | جهنم ساکت (آلبوم رضا پیشرو)            | ۱۳۸۶       | رضا پیشرو ، حمید پناهی |
| برو جلو            | هیچ‌کس (با رضا پیشرو)                               | جهنم ساکت (آلبوم رضا پیشرو)            | ۱۳۸۶       | مهدیار آقاجانی         |
| تماس کاریش نکن     | هیچ‌کس (با رضا پیشرو، قاف، امیر تتلو و مسعود سعیدی) |                                        | ۱۳۸۵       |                        |
| میگن قاف           | هیچ‌کس (با قاف)                                     |                                        | ۱۳۸۵       | مهدیار آقاجانی         |
| منم همین‌طور        | هیچ‌کس                                              |                                        | ۱۳۸۵       | مهدیار آقاجانی         |
| شاهزاده پارسی      | هیچ‌کس (با ریویل)                                   |                                        | ۱۳۸۵       | مهدیار آقاجانی         |
| کمک                | هیچ‌کس (با یاس)                                     |                                        | ۱۳۸۴       | مهدیار آقاجانی         |
| واسه هر ایرانی     | هیچ‌کس (با سامان ویلسون)                            |                                        | ۱۳۸۴       | مهدیار آقاجانی         |
| تو مستی            | هیچ‌کس (با حصین و انزو)                             |                                        | ۱۳۸۴       | مهدیار آقاجانی         |
| تروریست            | هیچ‌کس (با Orod و Ghj)                              |                                        | ۱۳۸۴       |                        |
| گفتم               | هیچ‌کس (با ۰۲۱)                                     |                                        | ۱۳۸۳       |                        |
| تیریپ ما           | هیچ‌کس (با ریویل)                                   |                                        | ۱۳۸۳       | شاهین پژوم             |
| مثل مار            | هیچ‌کس                                              |                                        | ۱۳۸۳       |                        |
| چشما رو من         | هیچ‌کس (با سالومه ام‌سی)                             |                                        | ۱۳۸۳       | بیت توپاک              |
| مست مست            | هیچ‌کس                                              |                                        | ۱۳۸۳       |                        |
| توهم               | هیچ‌کس                                              |                                        | ۱۳۸۲       |                        |
| برو بکس ۰۲۱        | هیچ‌کس (با هژیر)                                    |                                        | ۱۳۸۱       |                        |
| بروبکس خلاف        | هیچ‌کس                                              |                                        | ۱۳۸۱       |                        |
| تیریپی نیست        | هیچ‌کس                                              |                                        | ۱۳۸۱       |                        |
| لعنت               | هیچ‌کس                                              |                                        | ۱۳۸۰       |                        |
| فرزند درد          | هیچ‌کس                                              |                                        | ۱۳۷۹       |                        |
| Danga In 021       | هیچ‌کس                                              |                                        | ۱۳۷۹       |                        |
| حواست باشه         | هیچ‌کس (با مفلس و شغال)                             |                                        | ۱۳۷۹       |                        |
| پرچم               | هیچ‌کس                                              |                                        | ۱۳۷۹       |                        |

## نماهنگ‌ها
| نماهنگ         | سال انتشار | کارگردان       |
| -------------- | ---------- | -------------- |
| خلافکارای اصلی | ۱۳۹۹       | نامعلوم        |
| تیریپ ما       | ۱۳۸۳       | فربد خوش‌طینت   |
| یه مشت سرباز   | ۱۳۸۷       | فربد خوش‌طینت   |
| اختلاف         | ۱۳۸۵       | بهمن قبادی [a] |

^  نماهنگ اختلاف از آلبوم جنگل آسفالت در سکانسی از فیلم « کسی از گربه‌های ایرانی خبر نداره »